# The Fox (노래)
"The Fox (What Does the Fox Say?)"는 노르웨이 듀오 일비스(Ylvis)의 일렉트로닉 댄스 뮤직, 바이럴 비디오이다. 뮤직비디오는 2013년 9월 3일 유튜브에 올려진 후 2달만에 2억건이 넘는 조회수를 기록하였다. 이것은 "강남스타일"의 히트에 비유된다. 'The Fox'는 2013년 6주간 빌보드 차트 10권에 진입하였다. 이 곡은 노르웨이 아이튠즈에서 2013년 9월 2일에 발매되었으며, 미국의 아이튠즈에서는 9월 9일에 발매될 예정이었다. 그러나 제삼자의 저작권 침해 신고가 있었기 때문에 실제 발매는 일주일 후인 9월 16일이 되었다. 현재 이 곡을 수록한 앨범이 발매될 예정은 없다.

## 특징
후렴부의 가사가 굉장히 독특한데, "What does the fox say?"를 말하고 나서, 여러 가지 독특한 의성어를 표현한다.

## 같이 보기
- 여우